# Salacgrīva
Salacgrīva (Lets voor 'mond van de Salaca') is een plaats in de regio Vidzeme in het noorden van Letland. De stad dient als administratief centrum van de gemeente Salacgrīvas novads.

## Geschiedenis
Bij de monding van Salaca lag al in de zesde eeuw een nederzetting met de naam Saletsa. In 1226 werd door het Prinsbisdom Riga een fort gebouwd. In de achttiende eeuw werd het fort echter volledig verwoest door oorlogsgeweld. Salacgrīva was in de negentiende eeuw een arm plaatsje, totdat er in de jaren 1870 een haven en scheepswerf werden aangelegd. Salacgrīva was korte tijd de belangrijkste haven van Vidzeme. Begin twintigste eeuw was Salacgrīva echter al zijn significantie kwijt, omdat Ainaži zijn functie als haven van Vidzeme had overgenomen. Vanaf het moment dat Letland voor het eerst onafhankelijk werd (van 1918 tot 1940) beleefde de plaats een periode van groei. In 1928 kreeg Salacgrīva dan ook stadsrechten. In de tijd dat Letland deel uitmaakte van de Sovjet-Unie werd de haven herbouwd. In het jaar 1990 bereikte de stad een inwoneraantal van 3000.